# The Fathomless Mastery
The Fathomless Mastery è il terzo album in studio del gruppo musicale svedese Bloodbath, pubblicato il 6 ottobre 2008 dalla Peaceville Records.

## Descrizione
Si tratta dell'ultima pubblicazione con Mikael Åkerfeldt alla voce, nonché il primo con Per Eriksson alla chitarra in sostituzione di Dan Swanö.

## Tracce
1. At the Behest of Their Death – 3:41 (Anders "Blakkheim" Nyström)
2. Process of Disillumination – 3:09 (Jonas Renkse)
3. Slaughtering the Will to Live – 3:37 (Jonas Renkse)
4. Mock the Cross – 4:02 (testo: Mikael Åkerfeldt – musica: Per "Sodomizer" Eriksson)
5. Treasonous – 4:13 (Anders "Blakkheim" Nyström)
6. Iesous – 3:33 (Jonas Renkse)
7. Drink from the Cup of Heresy – 3:36 (testo: Mikael Åkerfeldt – musica: Per "Sodomizer" Eriksson)
8. Devouring the Feeble – 3:11 (Jonas Renkse)
9. Earthrot – 3:19 (testo: Mikael Åkerfeldt – musica: Per "Sodomizer" Eriksson)
10. Hades Rising – 5:05 (Anders "Blakkheim" Nyström)
11. Wretched Human Mirror – 4:12 (Jonas Renkse)

## Formazione
Hanno partecipato alle registrazioni, secondo le note di copertina:
Gruppo
- Mikael Åkerfeldt – voce
- Anders "Blakkheim" Nyström – chitarra
- Per "Sodomizer" Eriksson – chitarra
- Jonas Renkse – basso
- Martin "Axe" Axenrot – batteria

Altri musicisti
- Christian Älvestam – voce

Produzione
- David Castillo – produzione, missaggio, ingegneria del suono
- Bloodbath – produzione, missaggio, ingegneria del suono
- Björn Engelmann – mastering